# 小伞花繁缕
小伞花繁缕（学名：Stellaria parvi-umbellata）为石竹科繁缕属的植物，是中国的特有植物。分布在中国大陆的宁夏、新疆、青海、甘肃、陕西等地，生长于海拔2,900米的地区，常生长在山谷洼地，目前尚未由人工引种栽培。